# Nowogród Bobrzański
Nowogród Bobrzański [nɔˈvɔgrut bɔˈbʒansci] (deutsch Naumburg am Bober) ist eine Kleinstadt im Powiat Zielonogórski der Woiwodschaft Lebus in Polen. Sie ist zugleich Verwaltungssitz der Stadt- und Landgemeinde Nowogród Bobrzański und liegt Ostufer des Bober.

## Geschichte
Die Stadt wurde 1202 gegründet und erhielt im 13. Jahrhundert das Stadtrecht. Von 1217 bis 1284 bestand hier ein Augustiner-Chorherrenstift, das 1284 nach Sagan verlegt und als Augustiner-Chorherrenstift Sagan Bedeutung erlangte. Die östlich von Sommerfeld gelegene Stadt hatte 1250 Einwohner (1939).
Bei Kriegsende wurde Naumburg beinahe völlig zerstört. Als Folge des Zweiten Weltkriegs fiel es 1945 mit dem größten Teil Schlesiens an Polen und wurde in Nowogród Bobrzański umbenannt. Die einheimische deutsche Bevölkerung wurde weitgehend vertrieben. 1988 verlor es die Stadtrechte. Zugleich wurde es mit der ehemaligen Stadt Krzystkowice (Christianstadt) vereinigt, die auf dem Westufer des Bober in der Niederlausitz lag.

## Sehenswürdigkeiten
- Mariä-Himmelfahrt-Kirche aus dem 13. Jahrhundert mit Pfarrhaus aus dem 17. Jahrhundert
- St.-Bartholomäus-Kirche aus dem 13. Jahrhundert
- Vormalige Fabrikgebäude

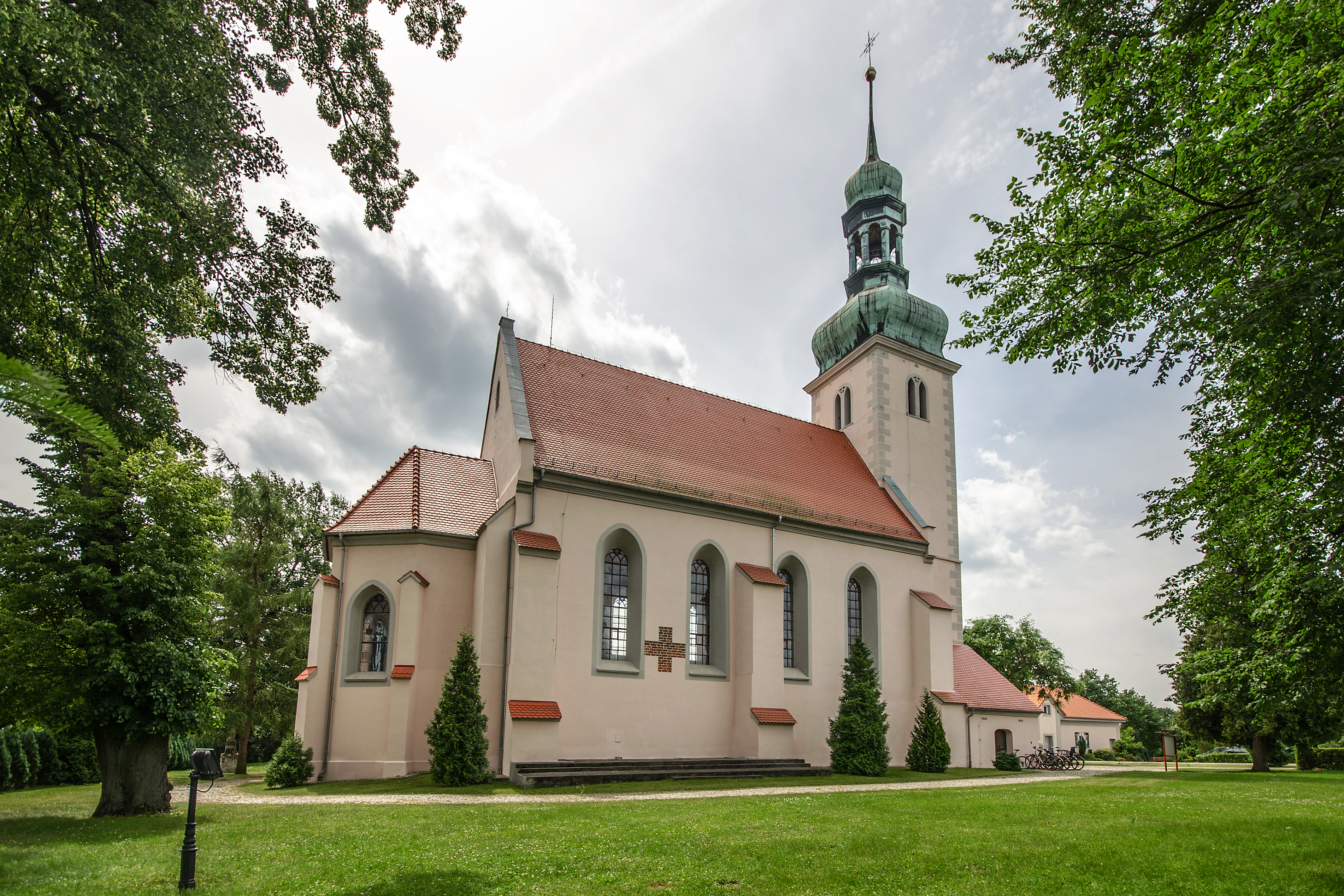
Kirche Mariä Himmelfahrt …
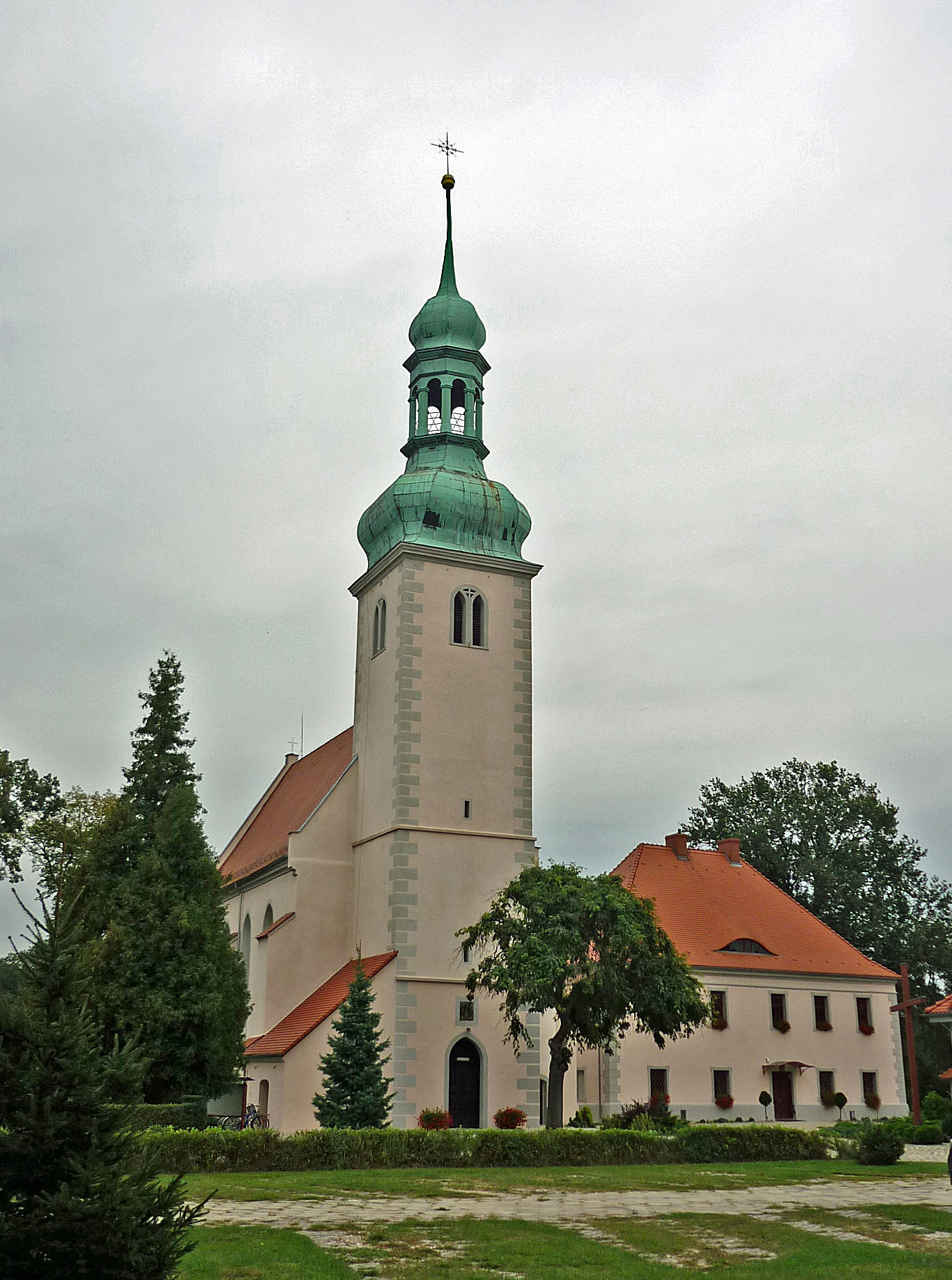
… mit Pfarrhaus
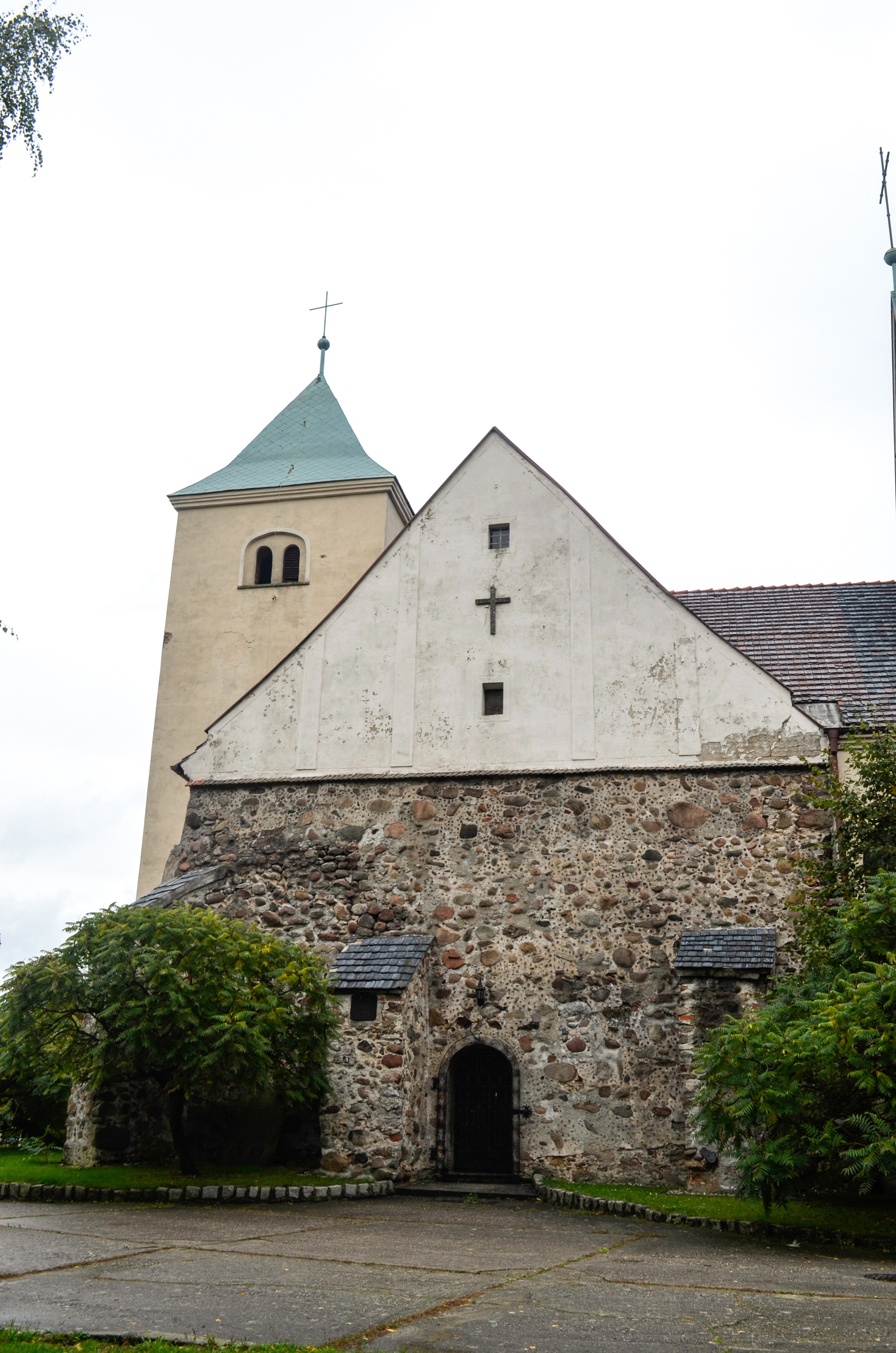
St.-Bartholomäus-Kirche
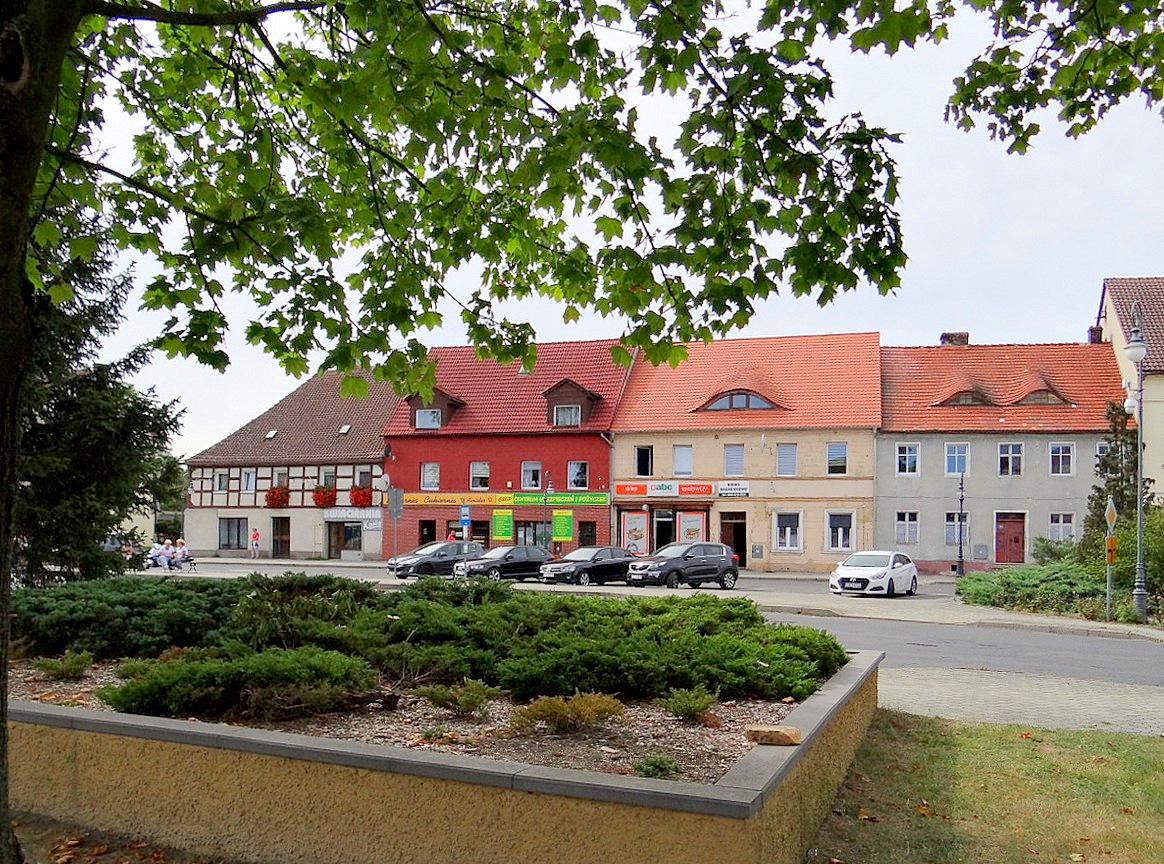
Marktplatz

## Gemeinde
Die Stadt- und Landgemeinde Nowogród Bobrzański umfasst ein Territorium von 259 km² und neben der Stadt eine Reihe von Dörfern.

## Persönlichkeiten
- Bruno Adolph Sturm (1815–1885), Jurist und Mitglied der Frankfurter Nationalversammlung.